# Camponotus smithianus
Camponotus smithianus é uma espécie de inseto do gênero Camponotus, pertencente à família Formicidae.